# Шкодна
Шкодна (пол. Szkodna) — село в Польщі, у гміні Сендзішув-Малопольський Ропчицько-Сендзішовського повіту Підкарпатського воєводства.
Населення — 809 осіб (2011).
У 1975-1998 роках село належало до Ряшівського воєводства.

## Демографія
Демографічна структура станом на 31 березня 2011 року:
|          | Загалом | Допрацездатний вік | Працездатний вік | Постпрацездатний вік |
| -------- | ------- | ------------------ | ---------------- | -------------------- |
| Чоловіки | 402     | 96                 | 265              | 41                   |
| Жінки    | 407     | 92                 | 228              | 87                   |
| Разом    | 809     | 188                | 493              | 128                  |